# Carbonzuurazide
Een carbonzuurazide of acylazide (ook zuurazide genoemd) is een type organische verbinding die kan opgevat worden als een carbonzuur waarvan de hydroxylgroep is vervangen door een azide. Ze dragen de algemene brutoformule R-CO-N3. Door aanwezigheid van formele ladingen in het azide ontstaan 2 resonantiestructuren:

## Synthese
Carbonzuuraziden kunnen bereid worden door reactie van het overeenkomstige zuurchloride met een metaalazide of door de diazotering van het carbonzuurhydrazide.

## Eigenschappen
Carbonzuuraziden zijn relatief reactieve, onbestendige en in sommige gevallen explosieve verbindingen. Bij thermolyse ontstaat stikstofgas en komt veel warmte vrij. Daarom komen deze verbindingen slechts als intermediairen voor (bijvoorbeeld bij de Curtius-omlegging) en worden ze bijna nooit geïsoleerd. Bovendien zijn alifatische carbonzuuraziden in normale omstandigheden überhaupt niet isoleerbaar.